# 구타 유발자... 잠들다
"구타 유발자... 잠들다"(Four Million Blows)는 한국에서 제작된 유정현 감독의 1999년 영화이다. 유정현 등이 주연으로 출연하였다.

## 출연

### 주연
- 유정현
- 계성용

## 기타
- 프로듀서: 최준혁
- 프로듀서: 조주연
- 조명: 김정호
- 동시녹음: 김정호
- 특수분장팀: 쿠알라
- 분장: 유희원
- 분장: 임은주
- 촬영지도: 김정호